# Leszno (województwo warmińsko-mazurskie)
Leszno (niem. Gross Leschno, 1938–1945 Leschnau) – wieś w Polsce położona w województwie warmińsko-mazurskim, w powiecie olsztyńskim, w gminie Barczewo.
W latach 1975–1998 miejscowość administracyjnie należała do województwa olsztyńskiego. Wieś znajduje się w historycznym regionie Warmia.
W pobliżu rezerwat cisów z ok. 200-letnim dębem.
Od 2023 r. osadą leśną wsi jest Leszno Małe.